# Струка (репер)
Огњен Костић (Београд, 24. мај 1983), познатији као Струка, српски је репер и правник.

## Биографија
Музиком је почео да се бави 2000. године, са 17 година. Име Струка је изабрао јер је у њој све сажето, вештина, умеће и знање. На почетку каријере био је члан два музичка бенда „Бетон лига” и „Supa House”. Ове групе су се распале, па је постао соло репер. Од 2002. до 2006. године је био члан издавачке куће Басивити. За њу је 2004. године издао албум Ипак се обрће. Учествовао је као предгрупа на наступу 50 цента у Београдској арени 2006. године. Затим је, 2007. године основао издавачку кућу Групна терапија, за коју је исте године издао свој други албум Музика из подрума. У марту 2008. године издао је Ко те шаље?, у коме учествују и други извођачи. Затим је, са Драганом Дадом Николићем издао дуетски албум 2009. године, који је знатно учврстио позицију Групне терапије на хип хоп сцени. Почетком 2010. године, у сарадњи са Луд-им, изашао је албум Монопол са 13 песама, а такође је издао и микс албум Либераче Микстејп (енгл. Liberace mixtape). У мају исте године изашао је његов трећи соло албум Сви пси иду у рај, који је прошао веома запажено. Струкин микс албум под називом Ноћи Бугија, као прво издање са Басивити дигитал, издат је 2012. године. Албум је доступан за слободно преузимање. Садржи укупно 16 песама, међу којима су неке старе, а има и нових композиција. На албуму се налази доста домаћих и страних гостију. Године 2012. изашао је ЕП Опет ту са осам песама, са новим и старим композицијама. Следећи Струкин албум, издат 2015. године, носи назив Тотална контрола. Струка је све до данас остао члан Групне терапије у коју спадају и Луд-и, Боне и Дада. У његовим композицијама гостују групе V.I.P., Бвана, Бдат Џутим, Марчело, Шорти, Севен, Juice, Север и други. Двапут је учествовао на музичком фестивалу Егзит.
До 2019. године углавном је избацивао песме у сарадњи са другим извођачима, када је избацио нови ЕП под називом Опет се обрће 2019 са 5 нових песама.
Дипломирао је 27. јануара 2011. на Правном факултету.
Дана 1. марта 2024. године објавио је сингл Плус један.

## Дискографија

### Албуми
- Ипак се обрће (2004)
- Музика из подрума (2007)
- Ко те шаље (2008)
- Јебени белци (2009)
- Монопол (2010)
- Сви пси иду у рај (2010)
- Тотална контрола (2015)

### ЕП-ови
- Опет ту (2013)
- Последњи Мохиканац (2016)
- Опет се обрће (2019)

### Микстејпови
- Liberace mixtape (2010)
- Ноћи бугија (2012)